# Hodent
Hodent ist eine französische Gemeinde mit 225 Einwohnern (Stand 1. Januar 2022) im Département Val-d’Oise in der Region Île-de-France. Die Bewohner nennen sich Hodentois bzw. Hodentoises oder Hodentais bzw. Hodentaises.

## Geografie
Die Gemeinde Hodent befindet sich ca. 70 Kilometer nordwestlich von Paris, sie wird vom Fluss Aubette durchquert. Das Gemeindegebiet gehört zum Regionalen Naturpark Vexin français.
Nachbargemeinden von Hodent sind Saint-Gervais im Norden, Charmont im Osten, Genainville im Süden und Omerville im Westen.

## Geschichte
Die Grundherrschaft in Hodent ging 1670 an die Abtei Saint-Germain-des-Prés in Paris über, wo sie bis zum Ende des Ancien Régime blieb.

## Bevölkerungsentwicklung
| Jahr      | 1962 | 1968 | 1975 | 1982 | 1990 | 1999 | 2007 |
| --------- | ---- | ---- | ---- | ---- | ---- | ---- | ---- |
| Einwohner | 192  | 196  | 212  | 181  | 180  | 267  | 266  |

## Sehenswürdigkeiten

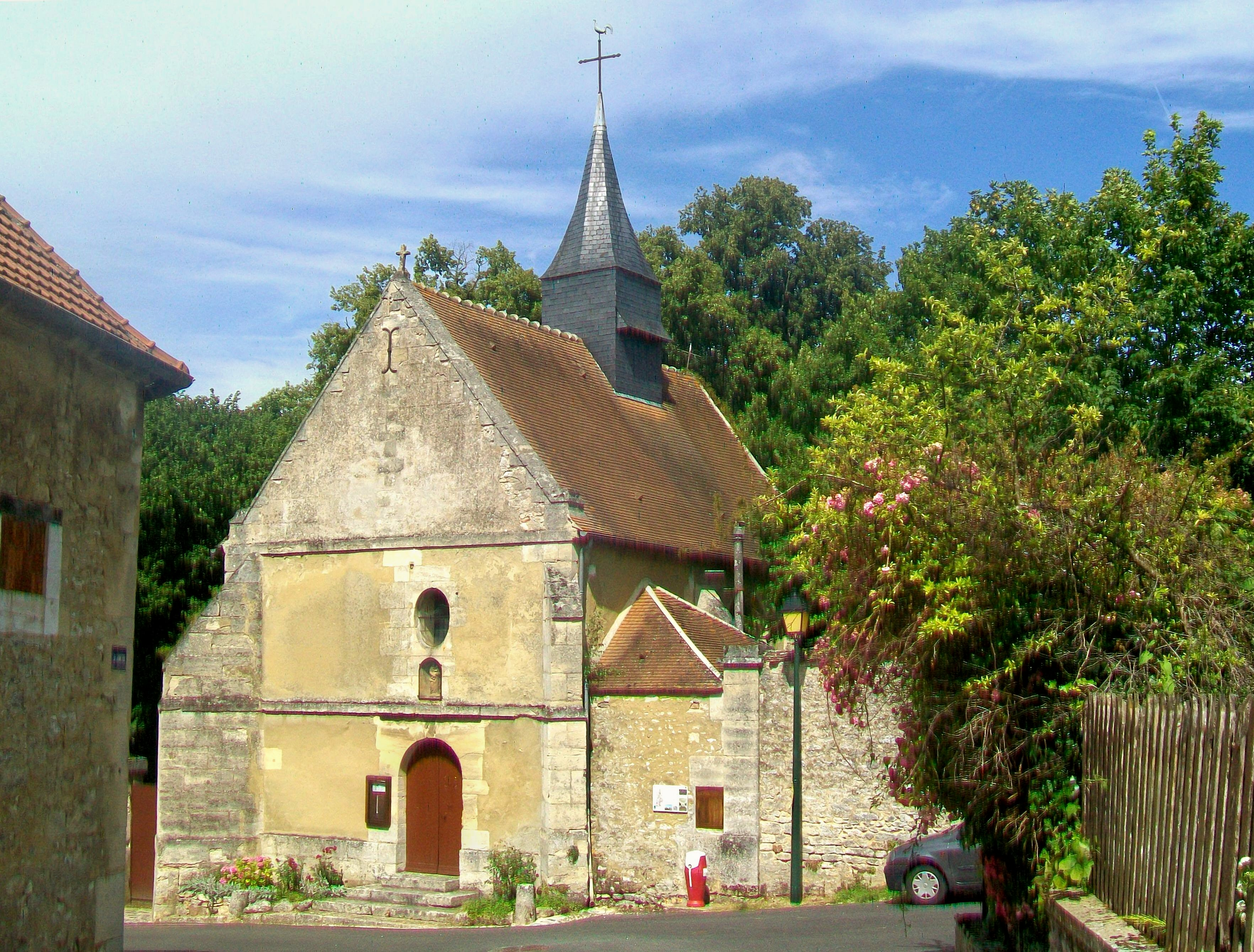
Kapelle Sainte-Marguerite

Siehe auch: Liste der Monuments historiques in Hodent
- Kapelle Sainte-Marguerite, erbaut im 16. Jahrhundert (Monument historique)

## Wirtschaft
Hodent besitzt ein Gewerbegebiet, wo sich mittelständische Betriebe niedergelassen haben.

## Persönlichkeiten
- Louis-Alexandre de La Rochefoucauld, Mitglied der Verfassungsgebenden Versammlung